# 直额蟳
直额蟳（学名：Charybdis truncata）为梭子蟹科蟳属的动物。分布于日本、澳大利亚、印度尼西亚、菲律宾、马来群岛、新加坡、斯里兰卡、印度、马达加斯加、坦桑尼亚以及中国大陆的广西、广东、福建等地，生活环境为海水，常栖息于10-100米的浅海底。其生存的海拔范围为-100至-10米。